# 卧龙区
卧龙区现在是中国河南省南阳市下属一个市辖区，是南阳市行政中心所在地。总面积1017平方公里，总人口约87万人。

## 人口
截至2020年11月1日零时，卧龙区常住人口为866748人。

## 地理

### 山脉
区内地势北高南低，南北长，东西窄，由西北向东南以浅山丘陵、垄岗和平原三种地表形态缓慢倾斜。

### 水系
长江流域汉水水系

## 气候
- 属北亚热带大陆性季风气候，四季分明，气候适宜
- 年平均气温14.9度，降水量805.8毫米，日照2116小时，无霜期229天。

## 行政区划
卧龙区下辖9个街道办事处、9个镇、2个乡：
七一街道、卧龙岗街道、武侯街道、梅溪街道、车站街道、光武街道、靳岗街道、张衡街道、百里奚街道、石桥镇、潦河镇、安皋镇、蒲山镇、陆营镇、青华镇、英庄镇、潦河坡镇、谢庄镇、七里园街道、王村乡和龙王沟风景区。

## 经济
区内物流产业链较强。

## 交通
区内交通便利。

### 铁路
- 宁西铁路
- 洛湛铁路

### 公路
- 312国道、207国道
- 209国道、豫01线、豫02线、豫14线、豫23线
- 南阳-日照高速、南阳-襄阳高速、太原-澳门高速、上海-武威高速贯穿全境。
  - 参见：南阳交通

## 旅游
境内有纪念諸葛亮的卧龙岗南阳武侯祠以及紀念漢代科學家張衡的张衡墓等景點。

## 参看
- 武侯祠 (南阳)
- 卧龙岗